# Алмедіна
Алмедіна (порт. Almedina; МФА: [aɫ.mɨ.ˈdi.nɐ]) — парафія в Португалії, у муніципалітеті Коїмбра. Розташована в західній частині країни, на теренах історичної португальської провінції Бейра. Входить до складу округу Коїмбра. За адміністративним поділом, чинним до 1976 року, терени парафії були складовою провінції Берегова Бейра. Належить до Коїмбрської діоцезії Католицької церкви. Патрон — Діва Марія. Площа — 1,0081 км². Населення — 904 ос. (2011). Сильно урбанізований регіон. Густота населення — 896,74 осіб/км²
. Код — 060302.

## Назва
- Коїмбра (Алмедіна) (порт. Coimbra (Almedina)) — офіційна назва.

## Населення
| Кількість мешканців | Кількість мешканців | Кількість мешканців | Кількість мешканців | Кількість мешканців | Кількість мешканців | Кількість мешканців | Кількість мешканців | Кількість мешканців | Кількість мешканців | Кількість мешканців | Кількість мешканців | Кількість мешканців | Кількість мешканців | Кількість мешканців |
| ------------------- | ------------------- | ------------------- | ------------------- | ------------------- | ------------------- | ------------------- | ------------------- | ------------------- | ------------------- | ------------------- | ------------------- | ------------------- | ------------------- | ------------------- |
| 1864                | 1878                | 1890                | 1900                | 1911                | 1920                | 1930                | 1940                | 1950                | 1960                | 1970                | 1981                | 1991                | 2001                | 2011                |
| 2 479               | 2 485               | 3 281               | 3 006               | 3 332               | 3 441               | 4 284               | 4 121               | 4 332               | 3 705               | 2 960               | 2 112               | 1 953               | 1 521               | 904                 |

## Пам'ятки
- Ботанічний сад Коїмбрського університету
- Старий Коїмбрський собор — головний міський собор XII—XIII століття.